# Union des démocrates et indépendants
De Union des démocrates et indépendants (Nederlands: Unie van Democraten en Onafhankelijken) is een politieke partij in Frankrijk, die op 18 september 2012 door Jean-Louis Borloo werd gesticht. De partij geldt als een van de opvolgers van de in 2007 ontbonden Union pour la Démocratie Française UDF. De Union des démocrates et indépendants is centrumrechts.
De Union des démocrates et indépendants vormt met andere volksvertegenwoordigers een fractie, de Union des démocrates et indépendants (parlementaire groepering) in de Assemblée nationale en is in de Senaat de belangrijkste partij in de fractie Union des démocrates et indépendants - Union centriste.
De partij is bij de Europese Democratische Partij aangesloten.

## Geschiedenis

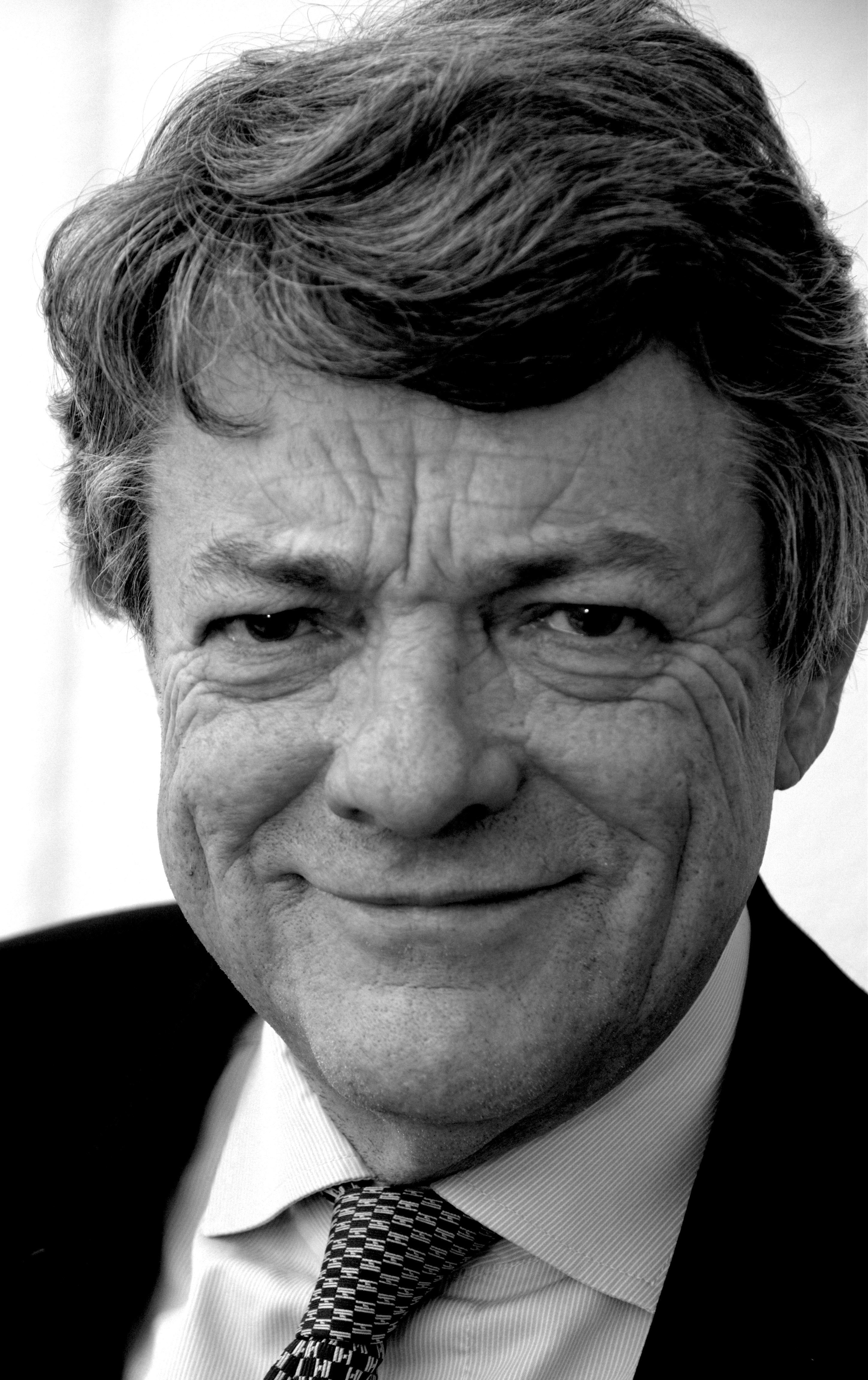
oprichter Jean-Louis Borloo

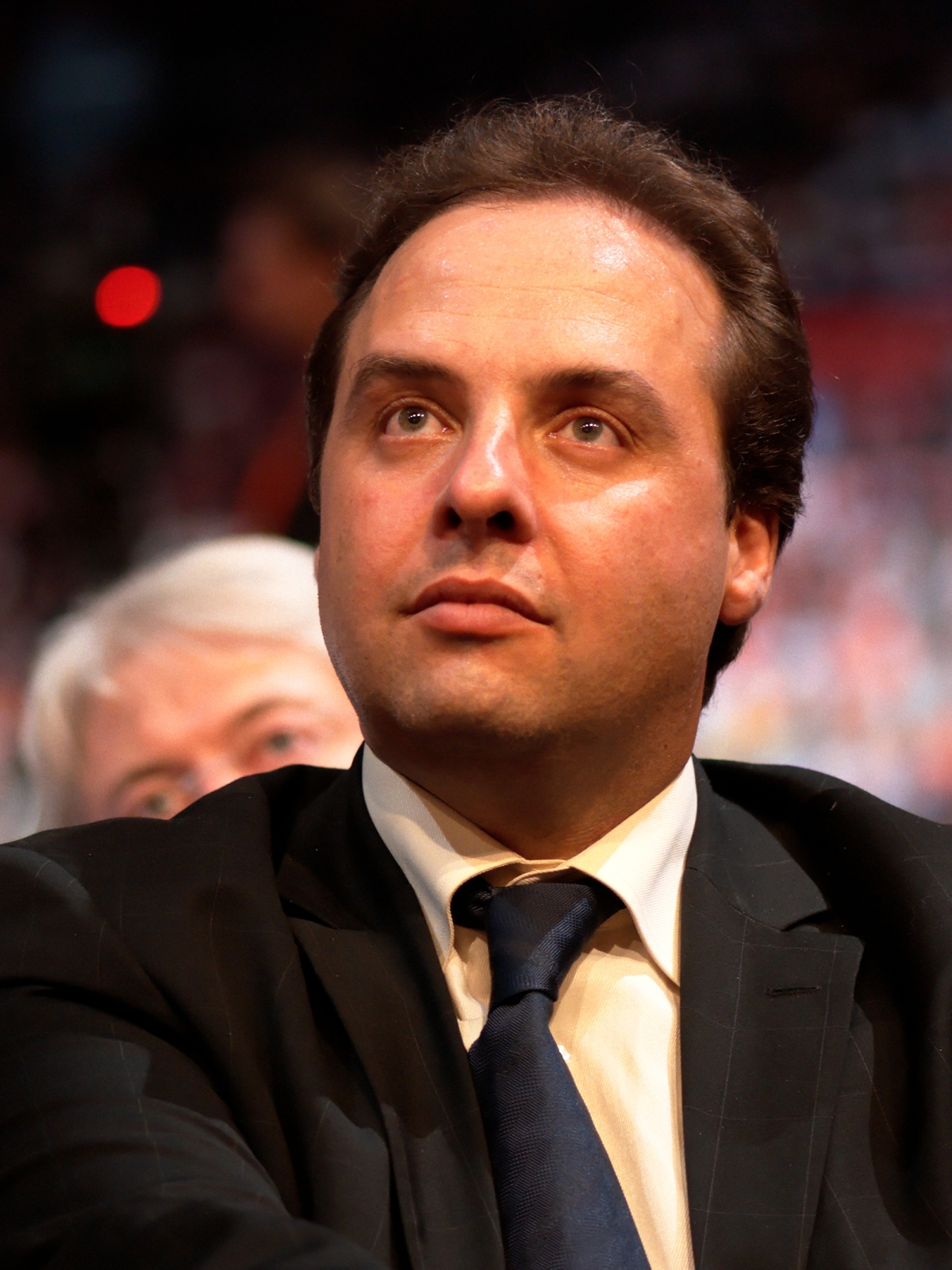
Jean-Christophe Lagarde, voorzitter sinds 2014

De leiding van de verschillende partijen, die samen de de parlementaire groepering van de Union des démocrates et indépendants vormden, maakte op 9 oktober 2012 bekend dat de fractie tot een volwaardige politieke partij werd omgevormd die dezelfde naam bleef dragen. De oprichtingsvergadering vond op 21 oktober van dat jaar plaats onder voorzitterschap van Jean-Louis Borloo in het Palais de la Mutualité in Parijs. Tijdens de vergadering die bestond uit meer dan 3000 afgevaardigden kozen Borloo tot voorzitter van de nieuwe partij.
De samenstelling van de Union des démocrates et indépendants was als volgt:
| Partij                                           | ideologie                           | zetels                                  |
| ------------------------------------------------ | ----------------------------------- | --------------------------------------- |
| Parti Radical Valoisien PR                       | progressief liberalisme             | 6 afgevaardigden, 5 senatoren, 1 lid EP |
| Nouveau Centre NC                                | liberalisme politiek centrum        | 8 afgevaardigden, 1 senator, 1 lid EP   |
| Alliance centriste AC                            | politiek centrum christendemocratie | 2 afgevaardigden, 8 senatoren           |
| Force européenne démocrate FED                   | politiek centrum christendemocratie | 4 afgevaardigden, 1 senator, 1 lid EP   |
| La Gauche moderne LGM                            | progressief liberalisme             | 1 senator, 1 lid EP                     |
| Territoires en mouvement TeM                     | liberalisme                         | 1 afgevaardigde                         |
| Centre National des Indépendants et Paysans CNIP | liberaal conservatisme              | 1 afgevaardigde                         |
| Parti libéral démocrate PLD                      | klassiek liberalisme                | —                                       |
| Nouvelle Écologie démocrate NED                  | groene politiek                     | —                                       |

Er werd op een partijcongres op 12 november een programma vastgesteld. Een aantal prominente leden van de rivaliserende Union pour un mouvement populaire UMP van Nicolas Sarkozy maakten tijdens dit congres de overstap van hun partij naar de Union des démocrates et indépendants bekend. Hieronder waren oud-minister Pierre Méhaignerie en de afgevaardigde voor Mayenne, Yannick Favennec.
Borloo trad in april 2014 om gezondheidsredenen als partijvoorzitter af, waarna er verkiezingen onder de partijleden werden gehouden om een nieuwe voorzitter te kiezen. De volgende personen stelden zich kandidaat voor het partijvoorzitterschap:
- Jean-Christophe Fromentin TEM
- Yves Jégo PR, in combinatie met Chantal Jouanno, direct lid van de UDI
- Jean-Christophe Lagarde FED
- Hervé Morin NC

De resultaten van de verkiezingen voor een nieuwe partijleider werden op 16 oktober 2014 gepresenteerd: geen van de kandidaten een meerderheid. Lagarde en Morin kregen respectievelijk 35,94% en 31,50% van de stemmen en waren de aangewezen kandidaten voor de tweede ronde. De resultaten van deze tweede ronde werden op 13 november 2014 gepresenteerd. Jean-Christophe Lagarde werd met 53,49% van de stemmen de winnaar.
Uitslag
| Kandidaat                 | Stemmen      | Percentage   | Stemmen      | Percentage   |
| ------------------------- | ------------ | ------------ | ------------ | ------------ |
|                           | Eerste ronde | Eerste ronde | Tweede ronde | Tweede ronde |
| Jean-Christophe Lagarde   | 5.888        | 35,94 %      | 10.040       | 53,49 %      |
| Hervé Morin               | 5.160        | 31,50 %      | 8.730        | 46,51%       |
| Yves Jégo                 | 35,19        | 21,48%       |              |              |
| Jean-Christophe Fromantin | 1814         | 11,07%       |              |              |

De strategie van Lagarde was het verbeteren van de betrekkingen met de rivaal op rechts, de UMP, tegenwoordig bekend onder de naam Les Républicains. Borloo had als partijleider altijd de nodige afstand betracht ten opzichte van de UMP, maar Lagarde is ervan overtuigd dat samenwerking met rechts de UDI de meeste winst zal opleveren. Naast samenwerking met de UMP streefde Lagarde ook naar het voortzetten van de nauwe samenwerking met de Mouvement démocrate MoDem van Bayrou.
Lagarde overwoog om zich kandidaat te stellen voor de presidentsverkiezingen van 2017, mits hij door MoDem werd gesteund. Lagarde trok zich later echter terug. Hij steunde daarna, net als andere vooraanstaande leden van de UDI de kandidatuur van Alain Juppé van Les Républicains.
De Union des démocrates et indépendants steunde in februari 2015 een motie van afkeuring van Les Républicains gericht tegen de regering-Valls II.

## Samenstelling
De UDI bestaat momenteel uit vijf politieke partijen:
- Parti Radical Valoisien PR, voorzitter: Laurent Hénart
- Les Centristes NC, voorzitter: Hervé Morin
- Alliance centriste AC, voorzitter: Jean Arthuis
- Force européenne démocrate FED, voorzitter: Jean-Christophe Lagarde
- Gauche moderne LGM, voorzitter: Jean-Marie Bockel

Het Centre National des Indépendants et Paysans werd in september 2013 uit de UDI gesloten vanwege een denigrerende opmerking van Gilles Bourdouleix over Roma. Zijn veroordeling werd op 15 december 2015 nietig verklaard.
De Parti libéral démocrate verliet in december 2013 de UDI.
De volgende organisaties maken deel van de UDI uit:
- Nouvelle Écologie démocrate, voorzitter: Éric Delhaye
- France écologie, voorzitter: Isabelle Jacono32
- Canal écologiste républicain, voorzitter: Renaud Siry
- GayLib, voorzitter: Catherine Michaud

De partij claimde in 2012 bij oprichting 50.000 leden te hebben. Het waren er 9.000 in 2018.

## Ideologie
De meeste partijen binnen de Union des démocrates et indépendants hangen een christendemocratische of liberale ideologie aan. De UDI beschouwt zichzelf als een partij tussen het politiek centrum en rechts. De partij staat eigenlijk tussen de centrumlinkse Parti socialiste en de Les Républicains in, maar sluit zich meer bij Les Républicains aan dan bij de socialisten.
De Union des démocrates et indépendants is voor de volgende punten:
- verdere ontwikkeling van een sociale markteconomie,
- privatisering van de staatsbedrijven,
- behoud van onderdelen van de verzorgingsstaat,
- een kleine overheid,
- terugdringen van de overheidsschuld,
- een sterke rol voor het parlement en als zodanig reductie van de macht van de president,
- investeringen in onderwijs en wetenschap,
- samenwerking met de andere landen van de Europese Unie,
- vermindering van het energiegebruik en groene politiek.

## Jeugdafdeling
De jeugdafdeling van de UDI draagt de naam UDI Jeunes en staat onder leiding van Thomas Fabre. Behalve de UDI Jeunes hebben de afzonderlijke partijen van de UDI ook eigen jeufdafdelingen.
- Jeunes de l'Alliance Centriste: jeugdafdeling van de Alliance centriste
- Jeunes Centristes: jeugdafdeling van Les Centristes[5]
- Nouvelle Génération Jeunes Radicaux: jeugdafdeling van de Parti Radical Valoisien
- Les Jeunes Forces Démocrates: jeugdafdeling van de Force européenne démocrate[6]
- Jeunes Gauche Moderne: jeugdafdeling van het Gauche Moderne

UDI Jeunes is aangesloten bij de Jonge Europese Democraten.

## Zetelverdeling in het Franse parlement
- Union des démocrates et indépendants (parlementaire groepering) in de Assemblée nationale
- Union des démocrates et indépendants - Union centriste in de Senaat
- Alliantie van Liberalen en Democraten voor Europa in het Europees Parlement

| Partij | Nationale Vergadering | Senaat | Europees parlement |
| ------ | --------------------- | ------ | ------------------ |
| NC     | 7                     | 9      | 0                  |
| PR     | 7                     | 8      | 1                  |
| AC     | 3                     | 10     | 1                  |
| FED    | 3                     | 4      | 0                  |
| LGM    | 0                     | 1      | 0                  |

## Verkiezingsresultaten

### Europese verkiezingen
| Jaar   | Stemmen | %    | Sièges | Rang | Groep |
| ------ | ------- | ---- | ------ | ---- | ----- |
| 2014 a | 1884565 | 9,94 | 7 (64) | 4e   | ALDE  |

aLijstverbinding met MoDem

### Verkiezingen voor de Senaat
| Jaar | Verschil    | Zetels   | Rang | Groep  |
| ---- | ----------- | -------- | ---- | ------ |
| 2014 | + 12 zetels | 43 (348) | 3e   | UDI-UC |

## Websites
- (fr)  Officiële website
- (fr)  UDI Jeunes[dode link]

Samenstelling per 27 juli 2019 
 De deelnemende partijen met de meeste zetels worden genoemd, alleen de partijen met een enkele zetel binnen de fractie ontbreken.